# نادي دمبرتون
نادي دمبرتون (بالإنجليزية: Dumbarton F.C.)‏ هو فريق كرة قدم من مدينة دمبارتون في المملكة المتحدة، أُسس بتاريخ 1871، يلعب في البطولة الإسكتلندية، في Dumbarton Football Stadium ‏، يدرب النادي يان موراي.

## وصلات خارجية
- الموقع الرسمي